# Окопы (Гомельская область)
Окопы (бел. Акопы) — упразднённая деревня в Кировском сельсовете Наровлянского района Гомельской области Беларуси.
В связи с радиационным загрязнением после катастрофы на Чернобыльской АЭС жители (51 семья) переселены в 1986 году в чистые места, преимущественно в деревню Старая Рудня Жлобинского района.
Поблизости в 1975 года открыто месторождение бентонита.

## География

### Расположение
На территории Полесского радиационно-экологического заповедника.
В 33 км на юг от Наровли, 58 км от железнодорожной станции Ельск (на линии Калинковичи — Овруч), 211 км от Гомеля, рядом государственная граница с Украиной.

### Гидрография
На реке Вересожка [приток реки Желонь (Мухоедовский канал).

## Транспортная сеть
Транспортные связи по просёлочной, затем автодороге Углы — Чапаевка. Планировка состоит из чуть изогнутой меридиональной улицы, застроенной двусторонне деревянными усадьбами.

## История
Основана в начале XX века переселенцами из соседних деревень в результате осуществления столыпинских реформ. Наиболее активная застройка приходится на 1920-е годы. С 21 февраля 1929 года до 16 июля 1954 года центр Окопского сельсовета Наровлянского района Мозырского (с 26 июля 1930 года и с 21 июня 1935 года до 20 февраля 1938 года) округа, с 20 февраля 1938 года Полесской, с 8 января 1934 года Гомельской областей. С 1925 года действовали молочная артель, кирпичный завод.
В 1930 году жители вступили в колхоз. В 1938 году в деревню переселены жители хутора Зинявицкий, Кулаковский, Севруковский, Черепанский. Действовали начальная школа, изба-читальня, кузница. Во время Великой Отечественной войны 24 жителя погибли на фронте. В 1986 году входила в состав совхоза «Партизанский» (центр — деревня Углы). Находились 8-летняя школа, отделение связи, фельдшерско-акушерский пункт, магазин.

## Население

### Численность
- 1986 год — жители (51 семья) переселены.

### Динамика
- 1986 год — 51 двор, 116 жителей.
- 1986 год — жители (51 семья) переселены.